# ربيكا بوردون
ربيكا بوردون (بالإسبانية: Rebeca Bordon)‏ مواليد 26 يوليو 1994، هي لاعبة كرة يد باراغوايانية تلعب كمحور. مثلت منتخب باراغواي لكرة اليد للسيدات.

## سجل المنافسة
شاركت في البطولات التالية:
- بطولة العالم لكرة اليد للسيدات 2013